# Derek John Christopher Byrne
Dom Derek John Christopher Byrne, SPS (17 de janeiro de 1948, Dublin, Irlanda) é um bispo católico emérito da Diocese de Primavera do Leste-Paranatinga, no estado do Mato Grosso.

## Biografia
Byrne é graduado em Filosofia pela University College Cork da Irlanda e em Teologia pelo St. Patrick's College, em Kiltegan, Condado de Wicklow. Professou votos na Sociedade de S. Patrício em 1 de outubro de 1969 e foi ordenado ao sacerdócio em 09 de junho de 1973, por Dom James Kavanagh, bispo-auxiliar de Dublin.
Em seu ministério, Pe. Derek esteve no Brasil de 1973 a 1980, atuando como vigário paroquial (1974-1976) e pároco na Paróquia Nossa Senhora do MontSerrat (1977-1980), em Cotia, na Diocese de Osasco. Na mesma diocese, também foi decano do Vicariato São Roque (1977-1980). De 1980 a 1990, esteve em Nova Jérsei, onde foi membro do Promotion Team em Cliffside Park (1980-1982); superior da Society House (1982-1990) e superior provincial nos Estados Unidos (1987-1990). De 1990 a 2002, Pe. Byrne foi membro do Conselho Geral da sua congregação, sediada em Kiltegan, Irlanda. De volta ao Brasil, em 2004, trabalhou como pároco da Paróquia Santo Antônio em Castanheira, na Diocese de Juína (2004-2008) e membro do Colégio de Consultores da Diocese (2004-2008).
Pe. Derek foi nomeado para a sé vacante de Guiratinga em 24 de dezembro de 2008. Recebeu a ordenação episcopal em 22 de março de 2009, através do Arcebispo Metropolitano de Cuiabá Dom Mílton Antônio dos Santos, S.D.B., no Ginásio de Esportes em Guiratinga. Os co-consagrantes foram Dom Richard Anthony Burke, Arcebispo Metropolitano da Cidade do Benim, e Dom Neri José Tondello, Bispo de Juína.
Em 2014, o Papa Francisco reestrutura a província eclesiástica de Cuiabá, suprimindo a Diocese de Guiratinga, que tem seu território dividido entre a nova Diocese de Primavera do Leste-Paranatinga (unida com a anterior Prelazia de Paranatinga), e as já existentes Diocese de Barra do Garças e Diocese de Rondonópolis, que incorpora o nome da extinta Guiratinga, passando a ser denominada Diocese de Rondonópolis-Guiratinga. Assim, Dom Derek Byrne foi nomeado para a recém-criada Diocese de Primavera do Leste-Paranatinga.